# باربارا کلارک
باربارا کلارک (انگلیسی: Barbara Clark؛ زادهٔ ۲۴ سپتامبر ۱۹۵۸) شناگر اهل کانادا بود.
وی در مسابقات کشوری و بین‌المللی در مجموع برندهٔ ۱ مدال برنز شده‌است.